# Habronattus bulbipes
Habronattus bulbipes är en spindelart som först beskrevs av Chamberlin, Ivie 1941.  Habronattus bulbipes ingår i släktet Habronattus och familjen hoppspindlar. Inga underarter finns listade i Catalogue of Life.